# Узкорот-дровосек
Узкорот-дровосек (Platypelis grandis) — вид бесхвостых земноводных из семейства Узкороты, эндемичный для Мадагаскара.

## Внешний вид и строение
Длина тела самцов до 9 см, самок — до 5 см.

## Распространение
Эндемики Мадагаскара.

## Образ жизни
Живут и размножаются на деревьях.

## Размножение
Брачный период наступает в сентябре—октябре. Узкорот-дровосек начинает издавать громкие крики, похожие на стук топора по дереву. Происходит это во второй половине дня и ночью.
Потомство выводят в заполненных водой дуплах деревьев или крупных пазухах листьев. Икринки крупные, содержат достаточно питательных веществ, чтобы обеспечить личинок до самого превращения в лягушат. Головастики не питаются, пока не превратятся в лягушат. На это уходит около 5 недель. Размер лягушонка — 8 мм. Самцы присматривают за потомством и охраняют его, пока головастики не пройдут метаморфоз. Если потревожить самца, он раздувается и пытается укусить противника, а его шкура выделяет липкое белое вещество. Кроме того, самец дезинфицирует воду — если удалить его от потомства, через несколько дней оно гибнет от плесени.